# Jenoptik
Jenoptik AG er en tysk virksomhed indenfor optik og elektronik. De har hovedkvarter i Jena, Thüringen, hvor virksomheden blev etableret i 1991. Historien går tilbage til Carl Zeiss i 1846.
Jenoptik er inddelt i flere divisioner: Lys & Optik, Lys & Produktion og Lys & Sikkerhed. De har kunder indenfor mikrochip-industri, bilindustri, medicinsk udstyr, sikkerhed og luftfart.